# Theresia Gerhardinger

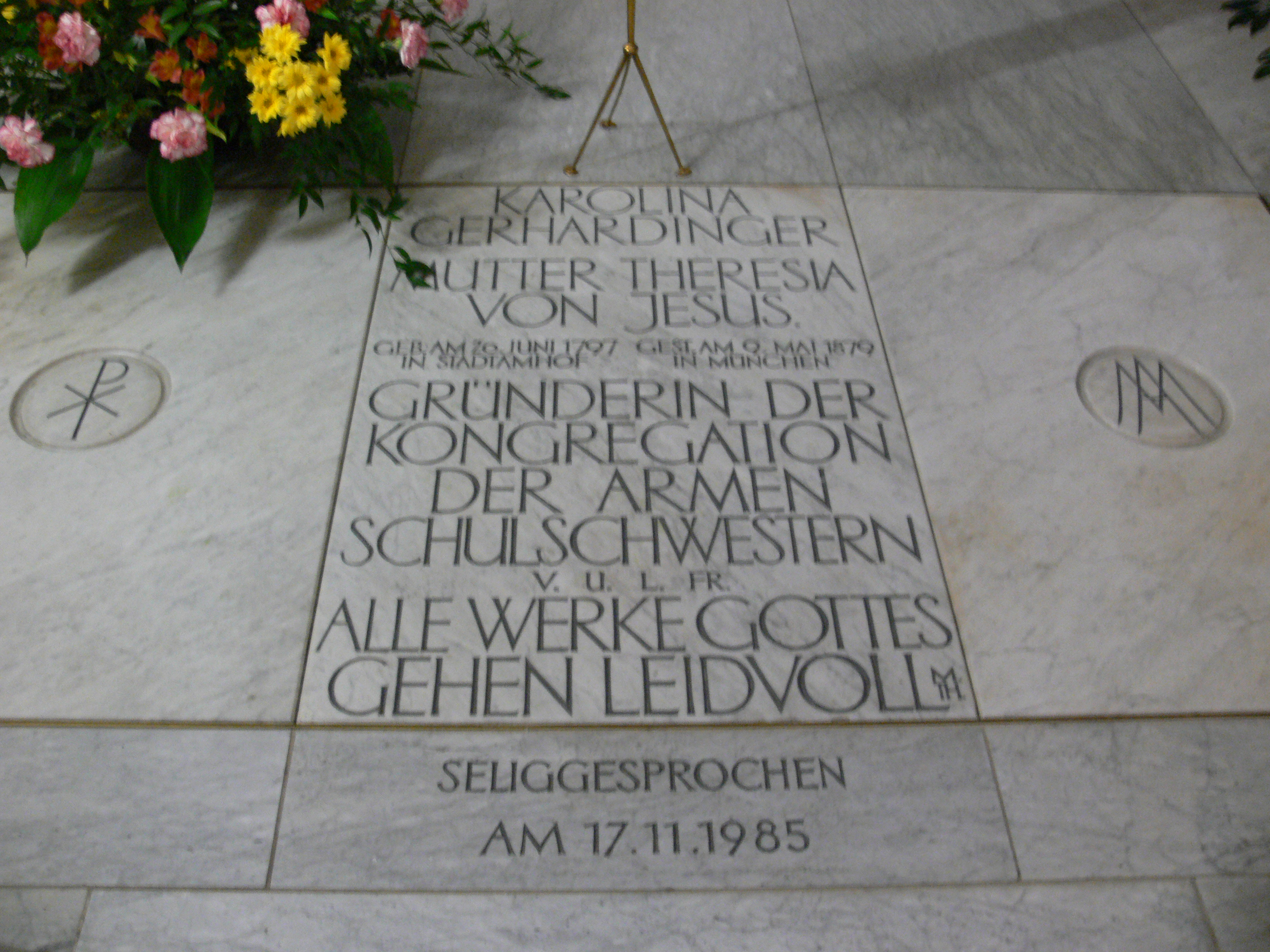
Grafsteen van Maria Theresia Gerhardinger in de St. Jakob Kerk in München

 Maria Theresia Gerhardinger (Karolina Gerhardinger; Regensburg, 20 juni 1797 - München, 9 mei 1879) werd geboren als schippersdochter van kapitein Willibald en Franziska Erhardinger. Ze werd non en ordestichtster van ‘de Arme Schoolzusters van Onze Lieve Vrouw’.
Omdat ze zo’n getalenteerde leerlinge was, werd ze gekozen om leerkracht te worden toen de plaatselijke katholieke school om politieke redenen moest worden gesloten. De latere bisschop van Regensburg, Georg Michael Wittmann (later zelf zalig verklaard) ging op zoek naar goede katholieke onderwijzeressen. Volgens zijn opdracht zocht de kapelaan van Stadtamhof de drie meest getalenteerde leerlingen van de meisjesschool om deze op te leiden tot leerkracht. Onder hen bevond zich Karoline, ze was toen 12 jaar. Op haar 15e haalde ze haar onderwijzersdiploma en werkte vervolgens van 1812 tot 1833 als onderwijzeres in Stadtamhof. Zij werd geïnspireerd door het evangelie en de christelijke naastenliefde. Ze had een bijzondere genegenheid voor de armere en minderbegaafde leerlingen. De bisschop nodigde haar uit een eigen congregatie te stichten, de Arme Schoolzusters van Onze Lieve Vrouw. Op 16 november 1835 legde ze haar gelofte af en nam ze de naam Maria Theresia van Jezus aan en werd moeder-overste van de nieuw opgerichte Instituut voor Moeder Theresa. 
Met een groep vrouwen gaf ze onderwijs aan met name meisjes. Tot in Midden-Europa en Amerika breidde de congregatie zich uit toen ze in 1847 met vijf medezusters naar Baltimore vertrok. Haar bisschop was de H. Johann Nepomuk Neumann, oorspronkelijk afkomstig uit Bohemen. Maria Theresia hielp met haar zusters en bisschop bij het opzetten van goede meisjesscholen. Na een jaar ging zij terug naar Europa om de definitieve goedkeuring te vragen bij de Paus voor haar zustercongregatie. In 1865, na moeizame en lange onderhandelingen, was het eindelijk zover. 
Ze overleed in München op 82-jarige leeftijd en werd in de kloostercrypte begraven. Tegenwoordig rust ze in het graf van de nieuwe kapel van St. Jakobkerk in München. Op haar grafsteen is haar motto gegraveerd: "Alle Werke Gottes gehen langsam und leidvoll vor sich, dann aber stehen sie desto fester und blühen desto herrlicher" (Alle werken van God gaan langzaam en zijn pijnlijk om te gaan, maar dan staan ze des te steviger en bloeien ze des te heerlijker). In 1985 werd ze zalig verklaard. Haar feestdag is op 9 mei.